# Shearjashub Spooner
Pour les articles homonymes, voir Spooner.
Shearjashub Spooner, né le 3 décembre 1809 à Brandon, Vermont, et mort le 14 mars 1859 à Plainfield, New Jersey, est un médecin américain et un écrivain.
Après avoir obtenu ses diplômes en médecine à Middlebury en 1830 et à New York, en 1835, il devient dentiste à New York.
Il prend sa retraite en 1858.

## Œuvres
- Guide to Sound Teeth (New York, 1836)
- Art of Manufacturing Mineral Teeth (1837)
- Treatise on Surgical and Mechanical Dentistry (1838)
- Anecdotes of Painters, Engravers, Sculptors, and Architects, and Curiosities of Art (3 volumes, 1853)
- Shearjashub Spooner, A Biographical History of the Fine Arts, Being Memoirs of the Lives and Works of Eminent Painters, Sculptors and Architects, Philadelphie, G. Gebbie, 1873 (lire en ligne), p. 527 (1853; nouvelle édition, 2 volumes, 1865)